# Russische Volksunie
De Russische Volksunie (Russisch: Российский общенародный союз, РОС, Rossijskij obshchenarodnij sojoez, ROS) is een nationalistische en conservatieve partij in Rusland die in 1991 werd opgericht. De leider van de partij is Sergej Baboerin (*1959).

## Geschiedenis
De Russische Volksunie (ROS) werd op 26 oktober 1991 opgericht als sociaal-politieke beweging door nationalistische leden van de CPSU, waaronder Sergej Baboerin. Onder de oprichters waren naast communisten ook niet-communisten. ROS hield in december 1991 haar eerste partijcongres waarbij een nationalistisch, conservatief en gematigd socialistische programma werd aangenomen. Baboerin werd gekozen tot voorzitter. In 1992 trad de ROS toe tot het Front voor Nationale Redding waartoe verschillende communistische, socialistische, nationalistische en monarchistische partijen behoorden en die verenigd waren in hun afkeer tegen het hervormingsbeleid van president Boris Jeltsin. In 1993 trad de ROS echter weer uit het Front. De koers van de Volksunie werd allengs radicaler en Baboerin begon Panslavische ideeën te verkondigen.
Bij de parlementsverkiezingen van 1995 vormde de ROS de spil van de politieke alliantie "Macht aan het Volk!" dat negen zetels wist te winnen in de Staatsdoema. Bij de presidentsverkiezingen van 1996 steunde de Volksunie de kandidatuur van Gennadi Zjoeganov van de Communistische Partij van de Russische Federatie (KPRF)
In december 2001 fuseerden vier kleine nationalistische partijen, waaronder de ROS, tot de Nationale Heroplevingspartij "Volkswil" (NV). Volkswil maakte van 2003 tot 2005 deel uit van de politieke alliantie Rodina ("Moederland"). Volkswil werd niet toegelaten bij de parlementsverkiezingen van 2007, waarop de partij besloot de kandidaten van de KPRF te steunen. NV fuseerde in 2007 met een groot aantal kleinere conservatieve en orthodoxe groeperingen waarna Baboerin besloot de oude naam Russische Volksunie weer aan te nemen voor de nieuwe fusiebeweging. In 2011 werd de ROS omgevormd tot een politieke partij. Aan de parlementsverkiezingen van dat jaar nam de ROS geen deel, maar men besloot kandidaten van de Liberaal-Democratische Partij van Rusland te steunen. Aan de verkiezingen van 2016 en 2021 nam de Volksunie geen deel.
Sergej Baboerin was bij de presidentsverkiezingen van 2018 kandidaat voor het presidentschap. Hij kreeg 0,65% van de stemmen en eindigde als laatste.
Vanaf 2020 werkt de ROS samen met de Partij van de Russische Wedergeboorte, een afsplitsing van de KPRF, binnen de alliantie "Overwinning." Bij de parlementsverkiezingen van 2021 riep Baboerin zijn achterban op om op kandidaten van Rodina te stemmen.
Sinds 2021 is de Volksunie aangesloten bij de fundamentalistische organisatie Sórok sorokóv.

## Ideologie

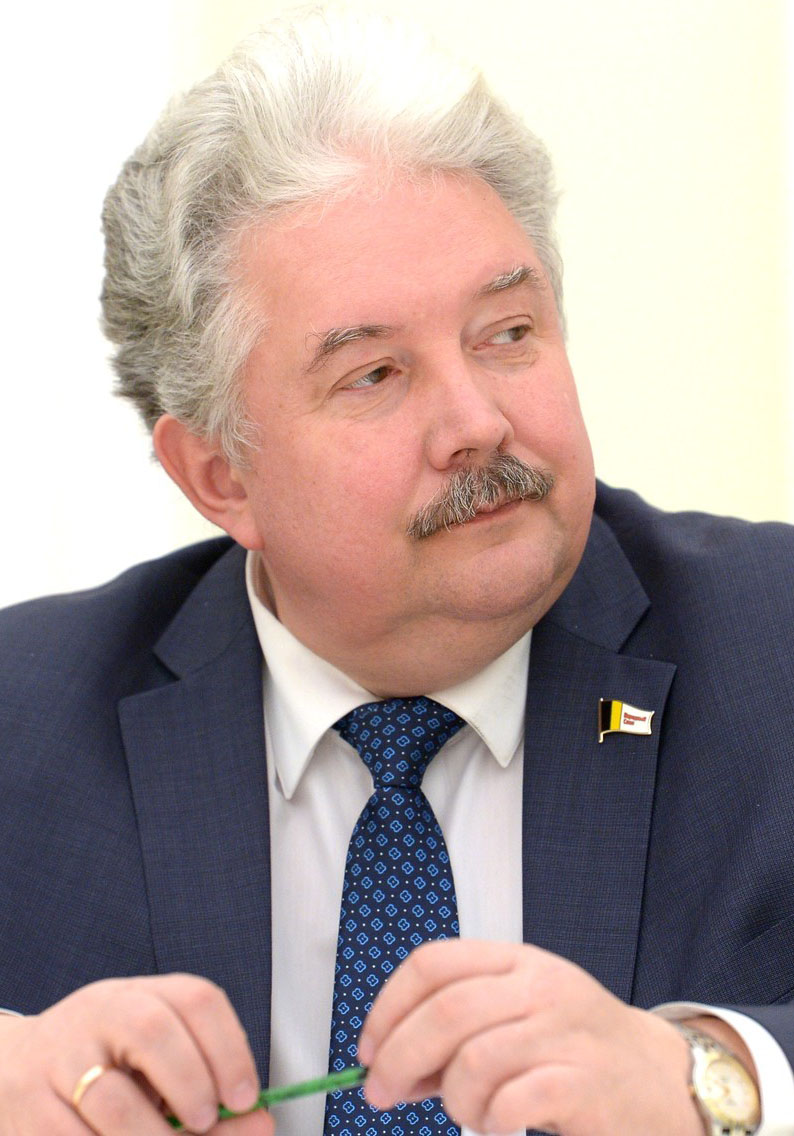
Partijleider Sergej Baboerin (*1959)

De Volksunie wordt omschreven als centristisch, nationalistisch, traditionalistisch, sociaal-conservatief en Panslavisch. De partij is voorstander van het uitbreiden van de macht van de Russisch Orthodoxe Kerk op het volksleven. De ROS is gematigd etatistisch en voorstander van een gemengde economie. De partij is sterk antiwesters gekant en verwerpt het liberalisme. De Volksunie onderhoudt betrekkingen met extreemrechtse partijen in West-Europa, waaronder het Front National (tegenwoordig: Rassemblement national). ROS streeft een statenunie na waar Rusland, Wit-Rusland en Oekraïne deel van zouden moeten uitmaken.

## Bekende leden
- Oleg Baklanov (1932-2021), lid van het Staatscomité van de Noodtoestand (1991)[10]